# 风暴西亚拉
风暴西亚拉（英語：Storm Ciara），在德国被称为扎比内（Sabine），在斯堪的纳维亚被称为埃尔莎（Elsa），是在2020年2月初形成的一個温带气旋，它給英国、爱尔兰、瑞典和欧洲其他國家带来了強風暴雨，並造成13人身亡。西亚拉（英語：Ciara）在爱尔兰屬於常用的人名。

## 影响

### 英国

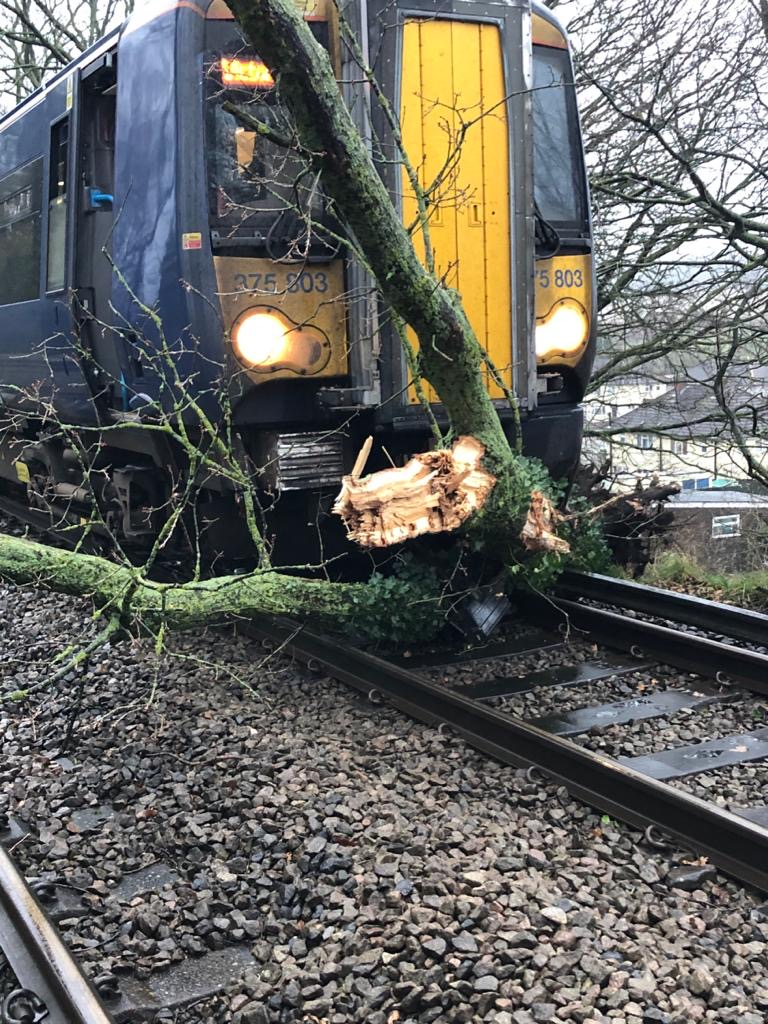
2月9日，一顆被風暴吹倒的树阻斷了英国一条铁路线

风暴西亚拉引起的狂風幫助英国航空公司一架波音747-400客機打破紐約甘迺迪機場至倫敦希思羅機場之間最快的亞音速飛機飛行記錄。该飞机在强劲的順风和飛機自身的喷气流的推动下飛越大西洋，僅用時4小时56分钟就從倫敦飛抵紐約，比预定时间提早了78分钟到达。 在飞行过程中，飞机最高時速（對地速度）一度达到825 mph（1,328 km/h）。
在2月10日暴風雨經過英國漢普郡時，刮倒的樹木砸中一輛汽車，導致一名58岁的男子身亡。

## 引文
1. ↑  . BBC News. 9 February 2020  [9 February 2020]. （原始内容存档于2021-05-25）. （页面存档备份，存于）
2. ↑  . RTÉ News. 9 February 2020  [9 February 2020]. （原始内容存档于2020-02-09）. （页面存档备份，存于）
3. ↑  Sullivan, Rory. . CNN.   [2020-02-09]. （原始内容存档于2021-03-01） （英语）. （页面存档备份，存于）
4. ↑  . The Independent. 2020-02-09  [2020-02-09]. （原始内容存档于2021-02-27） （英语）. （页面存档备份，存于）
5. ↑  . BBC News. 2020-02-09  [2020-02-09]. （原始内容存档于2020-02-09） （英国英语）. （页面存档备份，存于）
6. ↑  . BBC News. 10 February 2020  [10 February 2020]. （原始内容存档于2021-03-07）. （页面存档备份，存于）